# Бакаинци (Алба)
Бакаинци (рум. Băcăinți) насеље је у Румунији у округу Алба у општини Шибот. Oпштина се налази на надморској висини од 223 m.

## Становништво
Према подацима из 2002. године у насељу је живело 318 становника, од којих су сви румунске националности.